# جزر كايمان في الألعاب الأولمبية الصيفية 2012
جزر كايمان في الألعاب الأولمبية الصيفية 2012 من المقرر ان تدخل جزر كايمان للمنافسة في دورة ألعاب أولمبية صيفية 2012، لندن المملكة المتحدة، في الفترة من 27 يوليو - 12 أغسطس 2012. وستشارك ب 10 رياضي في2 رياضة وهما السباحة والعاب القوى .